# Kazuyoshi Kumakiri
Kazuyoshi Kumakiri (熊切 和嘉, Kumakiri Kazuyoshi, nascut l'1 de setembre de 1974) és un director de cinema japonès.

## Carrera
Kumakiri va debutar amb Kichiku l'any 1997. La seva pel·lícula de 2001, Hole in the Sky, fou protagonitzada per Susumu Terajima i Yuriko Kikuchi.El 2004 va dirigit Green Mind, Metal Bats, projectada al Festival Internacional de Cinema de Rotterdam el 2006. El 2010 va dirigir Kaitanshi Jokei. El 2012 va diritir Blazing Famiglia, protagonitzada pel còmic Yoshimi Tokui. La seva pel·lícula de 2014, Watashi no Otoko, va guanyar el Premi “Jordi d'Or” a la millor pel·lícula al 36è Festival Internacional de Cinema de Moscou. El 2023, la edva pel·lícula Yoko va guanyar el Premi Calze d'Or a la millor pel·lícula del 25è Festival Internacional de Cinema de Xangai.

## Filmografia
- Kichiku Dai Enkai (1997)
- Hole in the Sky (2001)
- Antena (2004)
- Green Mind, Metal Bats (2006)
- Freesia: Icy Tears (2007)
- Nonko (2008)
- Kaitanshi Jokei (2010)
- Blazing Famiglia (2012)
- The End of Summer (2013)
- Watashi no Otoko (2014)
- Mukoku (2017)[9]
- #Manhole (2023)[10]
- Yoko (2023)[11]
- All of Tokyo! (2024)[12]